# Ulu (Messer)

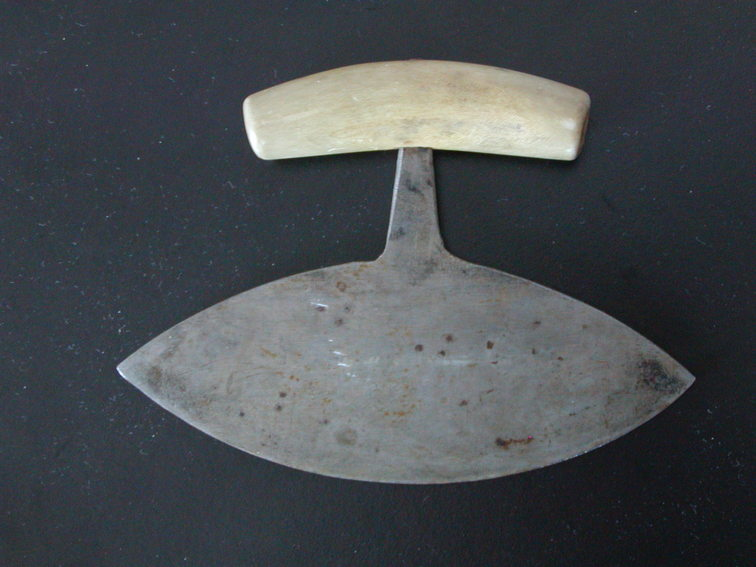
Ulu aus Westgrönland

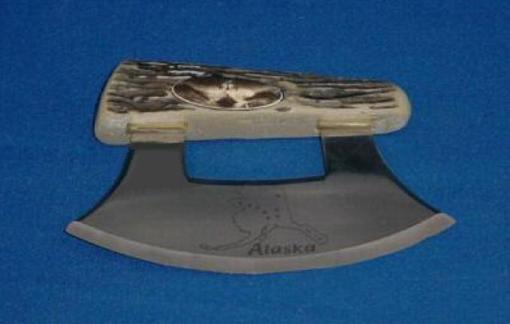
Ulu aus Alaska

Das Ulu (Plural: Uluit), auch Ulo, ist traditionell ein Küchenmesser der Frauen der Eskimos. Die Grundform ist eine dünne Klinge mit gekrümmter Schneide und einem Griff mittig an der Gegenseite. Es wird zum Häuten und Zerteilen der Jagdbeute wie Wal und Robben, Filetieren von Fischen und zum Zubereiten und Zerkleinern der Nahrung eingesetzt.
Die ursprünglichen Klingen bestanden mangels anderer Materialien in der Arktis aus Schiefer, Quarzit, Jade oder anderem geeignetem Stein mit Griffen aus Tierknochen, Elfenbein oder Horn. In Westkanada, zum Beispiel in Ulukhaktok in den Nordwest-Territorien, wurden auch Klingen aus gediegenem Kupfer hergestellt. Seit dem 19. Jahrhundert wurde Stahl für die Eskimos verfügbar und verdrängte die anderen Werkstoffe fast völlig. Dabei bildeten sich regionale Varianten heraus. Heute werden Uluit industriell aus rostfreiem Stahl hergestellt.